# Ferdinand (filme)
Ferdinand (bra: O Touro Ferdinando; prt: Ferdinando) é um filme americano de animação 3D produzido pela Blue Sky Studios e a 20th Century Fox Animation, baseado no livro infantil Ferdinando, o Touro de Munro Leaf. O filme é dirigido por Carlos Saldanha e protagonizado pelas vozes de John Cena, Kate McKinnon, David Tennant, Anthony Anderson, Gabriel Iglesias, Boris Kodjoe, Miguel Ángel Silvestre, Raúl Esparza, Jerrod Carmichael, Gina Rodríguez, Daveed Diggs, Bobby Cannavale, Sally Phillips, Flula Borg e Karla Martínez. O longa foi lançado no dia 15 de dezembro de 2017 pela 20th Century Fox.

## Enredo
Situado na Espanha, Ferdinando é um "touro doméstico" que após uma confusão acaba sendo afastado de sua família. Na fazenda que passa a ser sua morada, ele faz amigos e convive com o temor de ser obrigado a participar em touradas, mas em momento algum deixa de pensar em maneiras de voltar para sua melhor amiga, Nina.

## Elenco
- John Cena e Owen Azstales (Filhote) como Ferdinando o touro protagonista[5]
- Kate McKinnon como Lupe, uma cabra[5]
- David Tennant como Angus, um touro[5]
- Anthony Anderson como Bones, um touro[5]
- Gabriel Iglesias como Cuatro, um ouriço[5][6]
- Boris Kodjoe como Klaus, um cavalo[5]
- Miguel Ángel Silvestre como El Primero, um toureiro[5]
- Raúl Esparza como Moreno[5]
- Jerrod Carmichael como Paco, um cachorro[5]
- Gina Rodriguez como Una, um ouriço[5]
- Daveed Diggs como Dos, um ouriço[5]
- Bobby Cannavale como Valiente, um touro[5]
- Sally Phillips como Greta, uma égua[5]
- Flula Borg como Hans, um cavalo[5]
- Karla Martínez como Isabella[5]
- Antonio Banderas como Bob o pai de Ferdinando
- Cameron Diaz como Susy a mãe de Ferdinando
- Mark Valley como Duque Dodo
- Bill Murray como Tom, um touro

### Dublagem brasileira
- Thalita Carauta como Lupe[7][8]
- Maisa Silva como Nina[7][8]
- Otaviano Costa como Hans[7][8]

## Produção
Em 2011, foi anunciado que a 20th Century Fox Animation tinha adquirido os direitos do livro infantil Ferdinando, o Touro de Munro Leaf para adaptá-lo em um filme animado por computador com Carlos Saldanha cotado para dirigi-lo. Em maio de 2013, a Fox intitulou o filme como sendo simplesmente Ferdinand, e informou que o longa seria produzido pela Blue Sky Studios. John Powell, um frequente colaborador com Saldanha, também estaria compondo a trilha sonora do filme. Em novembro de 2016, foi anunciado que Gabriel Iglesias seria voz de um personagem chamado Cuatro, um ouriço.

## Lançamento
Em maio de 2013, a Fox agendou o filme para lançamento em 7 de abril de 2017. Em fevereiro de 2016, a data de lançamento foi adiada para 21 de julho de 2017. Em agosto de 2016, a data de lançamento tinha sido empurrada novamente para 22 de dezembro de 2017, substituindo a data de lançamento de Os Croods 2, antes do anúncio do cancelamento do mesmo. Em fevereiro de 2017, o filme foi transferido para o dia 15 de dezembro de 2017, estreando no mesmo dia agendado para o lançamento de Star Wars: Os Últimos Jedi. O primeiro trailer estava programado para estrear na frente do de O Poderoso Chefinho, porém um trailer foi lançado em 28 de março.